# هر کسی سبک خود را دارد
هر کسی سبک خود را دارد (به هندی: Andaz Apna Apna) یک فیلم کمدی عاشقانه هندی محصول سال ۱۹۹۴ به کارگردانی راجکومار سانتوشی و تهیه‌کنندگی وینی کومار سینها ساخته شد. عامر خان، سلمان خان، راوینا تاندون، کاریسما کاپور، پارش راوال (در نقش دوگانه) و شاکتی کاپور در نقش‌های اصلی این فیلم ایفای نقش می‌کنند.
این فیلم در ۴ نوامبر ۱۹۹۴ اکران شد، اگرچه این فیلم در گیشه نیمه موفق بود، اما این فیلم در طول سال‌ها به عنوان یک فیلم کالت ظاهر شد.

## داستان
«عمار» و «پرم» دو رقیب عشقی هستند که هر دو یک دختر را دوست دارند، با این حال سعی دارند او را از خطراتی که از سوی یک تبهکار شرور تهدیدش می‌کنند نجات دهند.

## گیشه
این فیلم در باکس آفیس عملکرد متوسطی داشت. توانست هزینه بودجه خود را عمدتاً به دلیل کسب و کار از شهرهای بزرگ جبران کند، اما برخلاف انتظار همگان به یک ضربه بزرگ تبدیل نشد. بیش از ۶٫۱ کرور روپیه خالص در هند به دست آورد. مجموع ناخالص داخلی آن ۸٫۱۸ کرور روپیه، و ناخالص خارج از کشور آن ۱۵۰٫۰۰۰ دلار بود که ناخالص جهانی آن را به ۸٫۶۵۳ کرور روپیه (معادل ۵۷ کرور روپیه یا ۷٫۱ میلیون دلار آمریکا در سال ۲۰۲۳) می‌رساند. این هفدهمین فیلم هندی پرفروش سال بود.

## بازسازی
- خداحافظ بابو (۱۹۹۷)
- داماد آشبوبگر (۲۰۰۰)[۶]